# Demokratiska partiet (Luxemburg)
Demokratiska partiet (lux: Demokratesch Partei; fr: Parti Démocratique; ty: Demokratische Partei, DP) är ett liberalt politiskt parti i Luxemburg. Partiet grundades den 24 april 1955. Partiet är medlem i Alliansen liberaler och demokrater för Europa (ALDE) och dess Europaparlamentariker ingår i gruppen Renew Europe. Partiet har traditionellt sett varit ett av de stora partierna i landet och har vid ett flertal gånger ingått i regeringskoalitioner med Kristsociala folkpartiet (CSV), men dock aldrig självt innehaft premiärministerposten mer än 1974 till 1979, då Gaston Thorn var premiärminister.
I Europaparlamentsvalet 2004 fick partiet 14,9 procent av rösterna och ett av landets sex mandat. I det nationella parlamentsvalet 2004 fick partiet 16,1 procent och 10 av de totalt 60 mandaten.